# Maillas Blancas
Maillas Blancas es una variedad cultivar de manzano (Malus domestica) Esta manzana está cultivada tradicionalmente en la sierra norte de Madrid Comarca Lozoya Somosierra, solamente en La Hiruela. Se está cultivando en el vivero de "La Troje" "Asociación sembrando raíces, cultivando biodiversidad", donde cultivan variedades frutícolas y hortícolas de la herencia para su conservación y recuperación de su cultivo. Así mismo está cultivado en el IMIDRA- Banco de Germoplasma de Variedades Tradicionales de Frutales de la Comunidad de Madrid (Finca La Isla).

## Sinónimos
- “Manzana Maílla Blanca“,
- "Maillas Blancas de La Hiruela",
- "Mallo".[5]

## Historia
Sólo aparece en La Hiruela, a mediados del siglo XX se llevaban a vender a Madrid a las confiterías de la Plaza de la Cebada.
En la Sierra Norte de Madrid está arraigado su cultivo en La Hiruela llevan cultivándose más de un siglo. Se conserva en cultivo por ser la única de las manzanas de la zona que aguanta en fresco hasta el mes de mayo.

## Características
El manzano de la variedad 'Maillas Blancas' tiene un vigor elevado; se trata de un arbolillo no espinoso, con hojas adultas tomentosas por el envés, por tanto, a pesar de su nombre, sus características apuntan a una variedad muy rústica de Malus domestica (Galán Cela et al. 1998) y no a un maíllo (Malus sylvestris); con la floración en el mes de abril; las flores se presentan capullo rojo y flor abierta jaspeada de rojo. Hojas similares al reineto pero más pequeñas.
La variedad de manzana 'Maillas Blancas' tiene un fruto de tamaño pequeño; forma redondeada, costillas poco pronunciadas, y con contorno irregular; piel poco brillo; con color de fondo verdoso, siendo el color del sobre color ausente, y una sensibilidad al "russeting" (pardeamiento áspero superficial que presentan algunas variedades) débil. pedúnculo largo, y de grosor fino, sobresale de la cavidad peduncular, anchura de la cavidad peduncular es media a estrecha, profundidad de la cavidad pedúncular es profunda, y con importancia del "russeting" en cavidad peduncular media; anchura de la cavidad calicina media, profundidad de la cav. calicina es media, bordes ondulados, y con importancia del "russeting" en cavidad calicina ausente; ojo pequeño, cerrado; sépalos cortos.
Se consume en fresco, siendo muy apreciada por su sabor ácido, se cosechan en octubre, pero no están dulces hasta marzo cuando maduran. Se conservan hasta mayo. Son las últimas en comerse. Su sabor es más apreciado cuando están maduras, en abril y mayo.

## Cultivo
Se injertan de púa sobre "maíllos" (Malus sylvestris) que se traen "del monte" y "manzanos nacedizos". Los patrones se suelen trasplantar entre noviembre y marzo y se injertan al año siguiente, aunque en algunos casos se realiza el injerto ese mismo invierno. Los patrones se trasplantaban en un hoyo muy hondo “hasta la altura de la faja” (aprox. 1 m). Se debe hacer el hoyo en otoño, porque durante todo el invierno "se cría una babilla de tierra fina en el hoyo" que es beneficiosa para el árbol. Los injertos se deben hacer en febrero o marzo, “cuando se empieza a mover la savia, a despegarse la corteza”. Las púas se solían recoger de frutales más atrasados que el patrón, ya que “la puga tiene que tener menos savia que el patrón, para que no se seque”.